# تيتا (لاعب كرة قدم)
تيتا (لاعب كرة قدم) (بالبرتغالية: Tita) (مواليد 1 أبريل 1958) هو لاعب كرة قدم. يلعب مع منتخب البرازيل لكرة القدم. سبق له أن لعب في كأس العالم لكرة القدم مع منتخب بلاده.

## روابط خارجية
- تيتا على موقع الاتحاد الأوربي (الإنجليزية)
- تيتا على موقع قاعدة بيانات كرة القدم.إي يو (الإنجليزية)
- تيتا على موقع ناشيونال فوتبول تيمز (الإنجليزية)
- تيتا على موقع Soccerway.com (الإنجليزية)
- تيتا على موقع عالم كرة القدم.نت (الإنجليزية)